# Tiger (Schiff, 1864)
Die Tiger war ein Schiff der Jäger-Klasse, einer Klasse von insgesamt fünfzehn Dampfkanonenbooten II. Klasse der Königlich Preußischen Marine, der Marine des Norddeutschen Bundes sowie der Kaiserlichen Marine.

## Bau und Dienstzeit
Die Tiger wurde Mitte des Jahres 1859 bei der Stettiner Werft Zieske in Auftrag gegeben. Nach dem im selben Jahr erfolgten Baubeginn fand am 14. Februar 1864 der Stapellauf des Schiffs statt, wobei mehrere Zuschauer, die sich zu nah am ablaufenden Schiff aufhielten, verletzt wurden. Nach ihrer Fertigstellung wurde die Tiger zum Stützpunkt der Kanonenboote auf den Dänholm überführt und dort eingemottet.
Zum aktiven Einsatz gelangte das Schiff erst mit Ausbruch des Deutsch-Dänischen Krieges. Es wurde am 3. März 1864 in Dienst gestellt und der II. Flottillen-Division zugeteilt. Die Tiger nahm an verschiedenen Einsätzen teil, ohne jedoch in Kampfhandlungen verwickelt zu werden, und wurde nach Kriegsende am 14. Oktober wieder außer Dienst gestellt.
Die zweite Einsatzzeit begann am 3. April 1866. Acht Tage später wurde die Tiger nach Kiel verlegt, aufgrund der wegen des bevorstehenden Krieges gegen Österreich befohlenen Mobilmachung der Marine jedoch bereits am 12. Mai in die Nordsee entsandt. Nach einem Marsch um Jütland herum traf das Kanonenboot auf der Elbe mit weiteren Schiffen unter der Führung der Armininus zusammen und beteiligte sich nach Kriegsausbruch an der Übersetzung von insgesamt rund 13.500 Mann der Infanterie, Artillerie und Kavallerie über die Elbe nahe Altona. Am 17. Juni wurden verlassene Strandbatterien nahe Brunshausen, der alten hannoverschen Elbzollstation, durch die Landungskorps der Tiger, der Arminius und der Cyclop unbrauchbar gemacht. Die Tiger wurde anschließend gemeinsam mit ihrem Schwesterschiff Wolf zur Emsmündung befohlen, wo beide dort befindliche hannoversche Forts zu besetzen hatten. Dabei wurde auch die Königin Marie, die Privatjacht von König Georg V., erbeutet und nach Geestemünde gebracht.
Nach Kriegsende lief die Tiger zunächst, als erstes preußisches Kriegsschiff, mehrere ostfriesische Häfen an und wurde dann als Wachtschiff vor Altona stationiert. Im September 1866 wurde das Schiff zurück nach Kiel befohlen und schließlich am 7. Januar 1867 in Stralsund außer Dienst gestellt. Erst am 24. Juli 1870 wurde das Kanonenboot für den Krieg gegen Frankreich wieder aktiviert und zunächst im Raum Rügen eingesetzt. Ab dem 2. August diente die Tiger zur Bewachung der Hafensperre bei Friedrichsort, ohne in Kampfeinsätze verwickelt zu sein. Am 29. April 1871 wurde das Schiff schließlich wieder außer Dienst gestellt.
1872 wurde die Tiger in Kiel einer Überholung unterzogen. Dabei wurde unter anderem die Takelage bis auf den Großmast, der als Signalmast an Bord blieb, komplett entfernt und die bisherige Bewaffnung durch eine 15-cm-L/22-Ringkanone ersetzt. So umgestaltet, wurde das Schiff am 22. August 1872 kurzzeitig wieder in Dienst gestellt und nach Wilhelmshaven überführt, wo es abgerüstet wurde.
Ab dem 3. März 1874 wurde die Tiger als Tender für das Artillerieschulschiff Renown verwendet. Während des Winters 1874/75 erhielt das Schiff die besser erhaltene Kesselanlage der Hyäne, um in den folgenden beiden Jahren weiterhin als Tender eingesetzt zu werden.

## Verbleib
Die Tiger wurde am 9. Januar 1877 aus der Liste der Kriegsschiffe gestrichen und als Minenprahm in Wilhelmshaven aufgebraucht. Als Ersatz wurde das 1878 vom Stapel gelaufene Kanonenboot Iltis gebaut.

## Kommandanten
| März 1864                        | Fähnrich zur See Kupfer                                                     |
| März bis April 1864              | Leutnant zur See II. Klasse Heinrich Kühne                                  |
| April bis 14. Oktober 1864       | Fähnrich zur See / Leutnant zur See II. Klasse / Leutnant zur See Matthesen |
| 3. April bis Mai 1866            | Unterleutnant zur See Eugen Glomsda von Buchholtz                           |
| Mai bis November 1866            | Leutnant zur See Alfred Stenzel                                             |
| November 1866                    | Unterleutnant zur See Eugen Glomsda von Buchholtz                           |
| November 1866 bis 7. Januar 1867 | Leutnant zur See Rohr von Hallerstein                                       |
| 24. Juli 1870 bis 29. April 1871 | Leutnant zur See August Thomsen                                             |
| 22. August bis 9. September 1872 | Leutnant zur See Kuhn                                                       |
| 3. März bis April 1874           | Unterleutnant zur See Bröker                                                |
| April bis September 1874         | Leutnant zur See Fritz Rötger                                               |
| September bis 24. Oktober 1874   | Unterleutnant zur See Bröker                                                |
| 1. April bis 29. September 1875  | Leutnant zur See Hermann Kirchhoff                                          |
| 1. April bis 16. August 1875     | Leutnant zur See Alfred Gruner                                              |